# Momotus mexicanus
Momotus mexicanus е вид птица от семейство Momotidae.

## Разпространение
Видът е разпространен в Гватемала и Мексико.